# ادموند لانداو
ادموند لانداو (انگلیسی: Edmund Landau؛ زاده ۱۴ فوریهٔ ۱۸۷۷ درگذشته ۱۹ فوریهٔ ۱۹۳۸) یک دانشمند در زمینه نظریه اعداد اهل آلمان بود.

## زندگی‌نامه
ادموند لاندو در برلین متولد شد. پدرش لئوپولد لاندو، متخصص زنان و مادرش یوهانا جاکوبی بود. لاندو ریاضیات را در دانشگاه برلین فرا گرفت و در سال ۱۸۹۹ دکترای خود را دریافت کرد و در سال ۱۹۰۱ مدرک تحصیلی خود (مدرک فوق دکتری مورد نیاز در دانشگاه‌های آلمان) را دریافت کرد. پایان‌نامه دکتری وی ۱۴ صفحه بود. در سال ۱۹۰۵ با ماریان ارلیچ، دختر زیست‌شناس پل ارلیچ ازدواج کرد، که در سال ۱۹۰۸ جایزه نوبل فیزیولوژی یا پزشکی را دریافت کرد.
لاندو از سال ۱۸۹۹ تا ۱۹۰۹ در دانشگاه برلین تدریس می‌کرد و از سال ۱۹۰۹ به بعد در دانشگاه گوتینگن کرسی داشت. در سال ۱۹۲۰ لاندو که خود یهودی بود، در ایجاد مؤسسه ریاضیات در دانشگاه عبری قدس در قدس نقش مؤثری داشت. لانداو خود را عبری آموخت، با این هدف که در نهایت در اورشلیم مستقر شود. در مراسم آغاز به کار دانشگاه عبری در ۲ آوریل ۱۹۲۵، او به زبان عبری در مورد موضوع حل و حل نشده مسائل در نظریه اعداد ابتدایی سخنرانی کرد. او در مورد جزئیات موقعیت خود در دانشگاه و ساختمانی که قرار بود مؤسسه ریاضیات را در اختیار داشته باشد، با رئیس دانشگاه، جودا مگنس، مذاکره کرد. در سال ۱۹۲۷ لاندو و خانواده اش به فلسطین مهاجرت کردند و او در دانشگاه عبری تدریس کرد. خانواده لانداو در سازگاری با استانداردهای اولیه زندگی که در اورشلیم وجود داشت، مشکل داشتند. علاوه بر این، لانداو در مبارزه برای کنترل دانشگاه بین جوداه مگنس و حییم وایزمن و آلبرت اینشتین به عنوان پیاده در مبارزه تبدیل شد. مگنس پیشنهاد کرد که لانداو به عنوان رئیس دانشگاه منصوب شود، اما اینشتین و وایزمن از سلیگ برودتسکی حمایت کردند. لانداو از این مشاجره بیزار بود و تصمیم گرفت به گوتینگن بازگردد. او در آنجا ماند تا اینکه توسط رژیم نازی در سال ۱۹۳۳ مجبور به ترک شد و پس از آن فقط در خارج از آلمان سخنرانی کرد. در سال ۱۹۳۴ به برلین رفت و در اوایل سال ۱۹۳۸ به دلایل طبیعی درگذشت.
در سال ۱۹۰۳ لاندو اثبات بسیار ساده‌تری نسبت به آن زمان در مورد قضیه اعداد اول ارائه داد و بعدها اولین درمان سیستماتیک نظریه اعداد تحلیلی را در ((Handbuch der Lehre von der Verteilung der Primzahlen)) یا به اختصار ((Handbuch)) ارائه کرد. او همچنین سهم مهمی در آنالیز مختلط داشت.
گ.ه. هاردی نوشت: «هیچ‌کس تا به حال به اندازه لاندو به ریاضیات علاقه نشان نداده‌است.»